# Maecenas-Stiftung
Die Maecenas Stiftung ist eine Stiftung für antike Kunst mit Sitz in Basel.
Der Zweck der Stiftung ist unter anderem die Erhaltung von Zeugnissen der antiken Kunst. In der Organisationsstruktur der Stiftung gibt es drei Sparten: Denkmalpflege, Archäologie und verwandte Wissenschaften.
Weltweit in die Schlagzeilen geriet die Stiftung mit ihrem letzten Projekt, bei dem sie die Restaurierung des Judas-Evangeliums übernahm.